# گوکو (بازیکن فوتبال)
گوکو (انگلیسی: Goku؛ زادهٔ ۱ آوریل ۱۹۹۰) بازیکن فوتبال اهل اسپانیا است.
از باشگاه‌هایی که در آن بازی کرده‌است می‌توان به باشگاه فوتبال گرانادا اشاره کرد.